# 曾志朗
曾志朗（1944年9月8日—），中華民國語言學家、心理學家，曾任行政院文化建設委員會主委、中央研究院第20屆人文及社會科學組院士、加州大学华裔学者协会创会理事、行政院政務委員、教育部部長及中央研究院副院長等職務。

## 早年
曾志朗出生於日治時代高雄州旗山郡（今高雄市旗山區）。父親是麵包師傅，日治時期曾到日本當學徒，二次大戰結束後回到台灣，在旗山開設萬壽園糕餅店。省立高雄中學畢業後，他就讀國立政治大學，先後取得教育學士（1966年）及碩士學位（1969年）。他接著赴美國就讀賓州州立大學，並於1973年取得認知心理學博士學位。

## 學術生涯
取得博士學位後，曾志朗先後任教於俄亥俄州立大學和加州大學河濱校區心理學系，1981年升正教授。曾任加州大學柏克萊校區語言學系客座副教授、耶魯大學Haskins Laboratories客座研究員、國立台灣大學心理學系客座教授、國立臺灣師範大學教育心理與輔導學系講座教授、中央研究院歷史語言研究所客座教授。曾志朗與洪蘭結婚，兩人育有1子。
1981年起，在加州聖地牙哥的沙克生命科學研究所兼任客座研究員。
1990年全家回台灣定居，歷任國立中正大學心理學系教授兼主任、兼社會科學院院長。
1997年8月轉任國立陽明大學教授兼副校長兼通識教育中心主任。1999年7月接任陽明大學校長。

## 教育部部長
2000年5月20日入唐飛內閣擔任教育部部長並為行政院政務委員，並經歷第1次張俊雄內閣。

### 雙重國籍任公職事件
曾志朗1980年取得美國公民身份而具有中華民國與美國雙重國籍，2000年6月5日到美國在台協會宣誓放棄美國國籍，經移民官報請美國國務院在7月14日批准。5月20日到7月14日間，他成為中華民國史上第1位知名的同時具有中華民國、美國國籍的政務職公務人員。7月31日因具有雙重國籍擔任公職在被監察院彈劾， 同時被付司法院公務員懲戒委員會懲戒。成為中華民國第1位被彈劾的部長。2001年1月19日決議他應受申誡的處分， 經行政院函在2001年2月13日通知教育部， 讓他成為台灣第1次政黨輪替後第1位受到公務員懲戒委員會懲戒的政務官。 

### 政策
他推行「兒童閱讀運動」，鼓勵小朋友多看課外書。他大力支持漢語拼音。
2000年起廢除高中聯考，實行｢基本學力測驗｣，前三年為試驗性質，直到2004年開始正式上路。

## 中央研究院
2002年2月1日轉任中央研究院副院長。
2006年10月19日起專任中央研究院特聘研究員，並兼台灣聯合大學系統系統校長。
2007年1月1日，出任《台灣大百科全書》總編輯（總監修是2007年5月22日上任的李遠哲）。

## 行政院政務委員
2008年5月20日起，曾志朗二次擔任政務委員。
2008年底時，行政院長劉兆玄決定推動正體字列入世界文化遺產，成立「產官學推動小組」，聯合全世界重要大學展開連署，因此負責執行「正體字申遺」專案。

### 東亞運男子跆拳道比賽
2009年，在香港舉行東亞運男子跆拳道比賽，台灣選手遭擊倒，落敗。南韓選手疑似犯規攻擊台灣選手喉嚨，但仲裁委員會審視錄影帶後，認為攻擊部位為鎖骨下方，判定得分，駁回台灣教練的抗議。曾志朗在仲裁委員會做出判決後，認為「金牌可以丟，但不能丟掉台灣的尊嚴」，衝入場中抗議，造成下一場比賽中斷，得到台灣輿論的支持。
擔任副審的台灣籍裁判鄭大為，支持大會裁判，指責曾志朗違反抗議程序，企圖煽動群眾，干擾判決結果。鄭大為回台後因此事遭到中華跆拳協會的處罰，三年內禁止比賽教拳，生計出現問題。此事件引起許多爭議，許多人贊同曾志朗的作法，但也有國際五段教練認為，曾志朗不應該干擾比賽進行，企圖干預裁判的專業判決。更不該事後以行政命令懲罰裁判。

## 獲獎及榮譽
- 2003年，美國心理學會會士。
- 2007年，國立中央大學名譽理學博士。
- 2009年6月13日，國立政治大學名譽理學博士學位暨傑出校友獎。
- 2016年，中華民國電腦學會104年度傑出貢獻獎 /電腦學會會士。